# Йохан VII (Мекленбург)
Йохан VII фон Мекленбург-Шверин (на немски: Johann VII von Mecklenburg-Schwerin; * 7 март 1558, Гюстров; + 22 май 1592, Щаргард) е херцог на Мекленбург-Шверин от 1576 до 1592 г.

## Живот
Той е вторият син на херцог Йохан Албрехт I (1525 – 1576) и съпругата му принцеса Анна София Пруска (1527 – 1591), единствената дъщеря на херцог Албрехт фон Бранденбург-Ансбах и Доротея Датска. По-големият му брат Албрехт умира през 1561 г. на пет години. По-малкият му брат е херцог Зигизмунд Август (1560 – 1600).
След смъртта на баща му той е под опекунството на чичо му херцог Улрих. На 12 септември 1585 г. Йохан VII управлява сам в частта Шверин.
Йохан VII се жени на 17 февруари 1588 г. за София фон Шлезвиг-Холщайн-Готорп (* 1 юни 1569; † 14 ноември 1634), дъщеря на херцог Адолф фон Шлезвиг-Холщайн-Готорп и Христина фон Хесен.
Самоубива се на 34-годишна възраст на 22 май 1592 г. заради конфликти с чичо му Христоф фон Мекленбург, администратора на епископство Ратцебург. Понеже самоубийството е грях, през 1604 г. множество жени в Шверин са обвинени, че са вещици.

## Деца
- Адолф Фридрих I (1588 – 1658), херцог на Мекленбург-Шверин
- Йохан Албрехт II (1590 – 1636), херцог на Мекленбург-Гюстров
- Анна София фон Мекленбург (1591 – 1648)